# Panderichthys
 Panderichthys  ist eine etwa 380 Millionen Jahre alte Gattung fossiler Fische aus dem Oberdevon, die auch als urtümlicher Quastenflosser bezeichnet wird. Bislang ist Panderichthys rhombolepsis die einzige bekannte Art. Benannt ist Panderichthys nach dem deutschbaltischen Paläontologen Christian Heinrich Pander, der zahlreiche spätpaläozoische Fische beschrieb.

## Anatomische Details

### Flossen
Panderichthys wird als Übergangsform zwischen Fischen und primitiven Landwirbeltieren (Tetrapoda) interpretiert, da die Knochen seiner vorderen Brustflossen bereits weitgehend zu Gliedmaßen umgestaltet waren, die hinteren Bauchflossen hingegen noch weitgehend fischähnlich waren. Aus der Veränderung der Knochen der Vorderextremitäten und ihrer Verankerung am Rumpf wurde ferner geschlossen, dass auch die Muskulatur des Tieres bereits den Körper zumindest zeitweise abstützen konnte. Dieser Übergang von Flossen zu Beinen gilt als eine der wichtigsten Veränderungen, die den Wirbeltieren den Landgang ermöglicht haben.
Die Bewegung des Tieres am Boden wurde von einer Forscherin der Universität Uppsala als „Schlängeln“ beschrieben, wobei das Tier seine vorderen Extremitäten dazu benutzt haben dürfte, sich am Boden festzuhalten.
Bei einem in Tallinn verwahrten, fast vollständig erhaltenen Exemplar (Archivnummer GIT 434-1) wurden 2008 mit Hilfe eines Computertomographen (CT) Details der Flossen untersucht. Dabei stellte sich heraus, dass frühere Untersuchungen fehlerhaft gewesen waren, als deren Ergebnis flächige Knochenstrukturen im Bereich der Flossen beschrieben worden waren. Daraus hatte man seinerzeit geschlossen, dass die Knochen der Finger und der Zehen sich erst später – bei den Landwirbeltieren – entwickelt hatten und nicht bereits im Skelett der Fische angelegt waren. In den nun erstellten CT-Bildern zeichneten sich in den Flossen von Panderichthys hingegen deutlich zahlreiche Knochen ab, die als Vorläufer der aus ihnen hervorgegangenen Finger- und Zehknochen gedeutet wurden.

### Atemlöcher

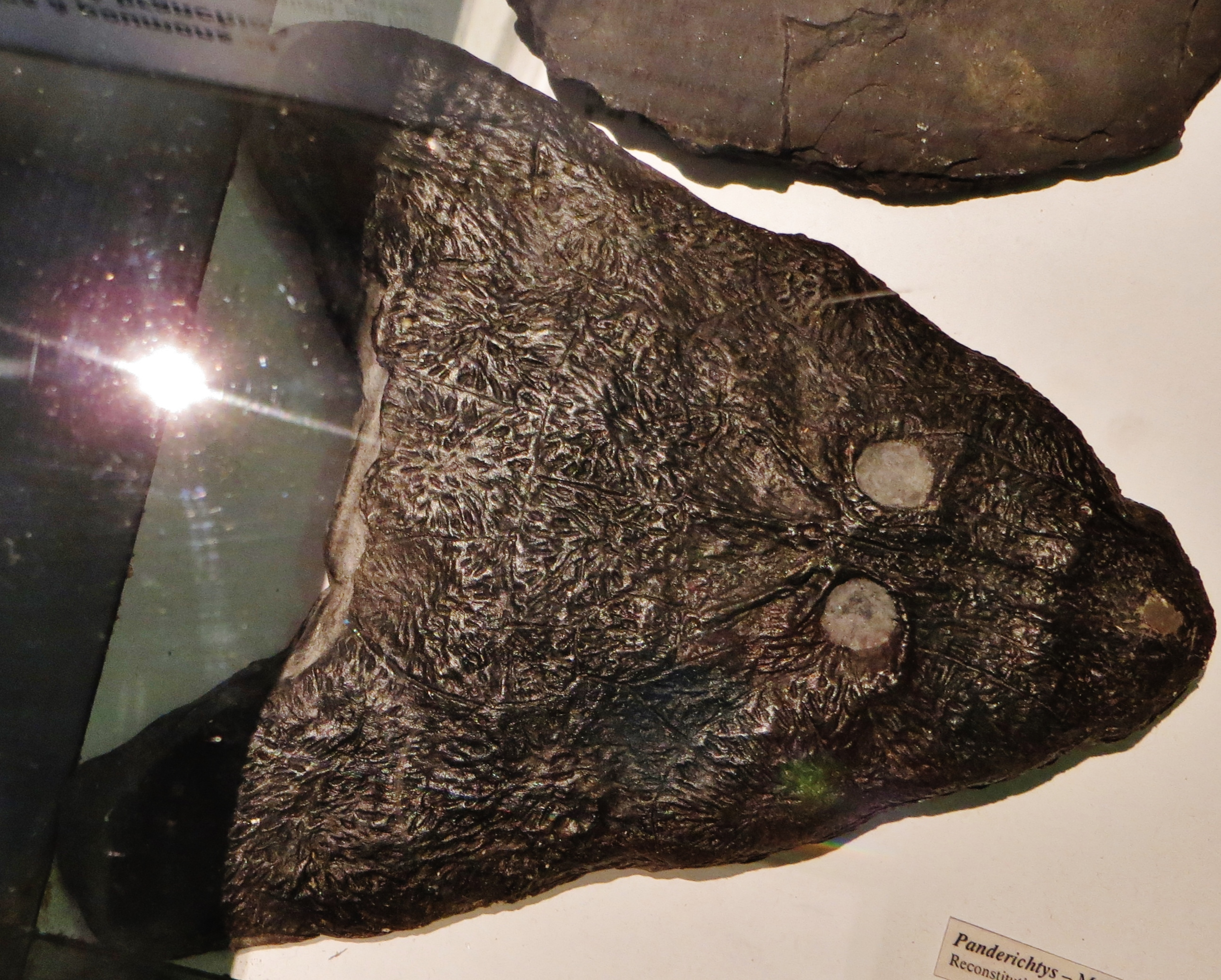
Schädelskelett (Nachbildung) von Panderichthys am Musee d’Histoire Naturelle in Lille

Bemerkenswert an diesem Fossil sind ferner die beiden stark erweiterten Spritzlöcher (Atemlöcher) im Bereich der Kiemen. Die Forschergruppe aus Uppsala interpretierte diese Öffnungen in der Fachzeitschrift Nature als jene Öffnungen, aus der sich später die Gehörgänge der Landwirbeltiere entwickelten, insbesondere das Mittelohr. Auch die Ausformung der Knochen am Kopf von Panderichthys weisen ihren Untersuchungen zufolge gleichermaßen Merkmale von Fischen und von Landwirbeltieren auf. Beim urzeitlichen Panderichthys hätten die Atemlöcher allerdings noch eindeutig dem Aufnehmen von Wasser gedient und seien möglicherweise deshalb im Verlauf der Stammesgeschichte der Art erweitert worden, weil das Tier häufig ruhend am Boden lag. Dieser primär der Unterwasseratmung dienende Knochenkanal sei im weiteren Verlauf der Stammesgeschichte dieser Wirbeltiere möglicherweise später zur Luftatmung verwendet und noch später mit einer Haut verschlossen worden, aus der das Trommelfell hervorging.
Die Befunde wurden an einem Exemplar aus dem Lettischen Naturhistorischen Museum in Riga erhoben und stellen nach Aussage der Autoren einen weiteren Beleg dafür dar, dass selbst komplizierte Organe wie der Gehörgang durch den Prozess der Evolution aus einfachen Vorläuferstadien hervorgegangen sind. In Nature wurde dieser Wandel in einem Kommentar so zugespitzt: “Our ears once breathed.” (deutsch: „Unsere Ohren haben einst geatmet.“)

## Belege
1. ↑  Catherine A. Boisvert: The pelvic fin and girdle of Panderichthys and the origin of tetrapod locomotion. In: Nature. Band 438, 2005, S. 1145–1147, doi:10.1038/nature04119.
2. ↑  Catherine A. Boisvert, Elga Mark-Kurik und Per E. Ahlberg: The pectoral fin of Panderichthys and the origin of digits. In: Nature. Band 456, 2008, S. 636–638; doi:10.1038/nature07339.
3. ↑  Martin D. Brazeau, Per E. Ahlberg: Tetrapod-like middle ear architecture in a Devonian fish. In: Nature. Band 439, 2006, S. 318–321, doi:10.1038/nature04196.
4. ↑  Helen Pearson: Our ears once breathed. Fossil evidence points to origin of hearing apparatus. In: Nature. Online-Veröffentlichung vom 18. Januar 2006, doi:10.1038/news060116-8